# Gøglerens Datter
Gøglerens Datter er en dansk stumfilm fra 1913, der er instrueret af Leo Tscherning efter manuskript af Christian Schrøder.

## Handling
Denne artikel mangler et handlingsreferat. Hjælp os med at skrive det.